# Michael Vaughn
 (septembre 2011).
Michael Vaughn est un personnage de fiction de la série Alias interprété par Michael Vartan.

## Histoire
Agent de la CIA et contact de Sydney lors de la saison 1, il sera par la suite agent de la CIA lors des saisons 2 et 3, puis agent de l'APO lors de la saison 4. Il demande Sydney en mariage et l'épouse dans la saison 5

## Histoire au fil des saisons
Membre de la CIA, il s'agit du contact de Sydney Bristow, avec qui il coopère tout au long de la première saison dans leur objectif de détruire le SD-6. Dans le milieu de la saison 2 la CIA arrive à démanteler le SD-6 et Sydney et Vaughn peuvent enfin être ensemble. Leur relation va durer jusqu'au dernier épisode de la saison 2. Au début de la saison 3 Sydney se réveille à Hong Kong, deux années se sont écoulées et Vaughn s'est remarié. Au fil de la saison 3 les relations de Vaughn et Sydney seront compliquées, mais Vaughn avouera que la seule femme qui compte dans sa vie est Sydney et qu'ils se retrouveront toujours. Après avoir tué sa femme, qui s'était révélée être une taupe, Vaughn se remet avec Sydney dans le dernier épisode de la saison 3. Pendant la saison 4 Vaughn et Sydney seront ensemble et seront membre de L'APO avec Jack, Nadia (la sœur de Sydney) , Marshall, Dixon, M.Sloane et Eric Weiss. Vaughn, pendant cette saison, va enquêter sur son père croyant qu'il était encore vivant. À la fin de la saison Vaughn demande Sydney en mariage et elle accepte. Au moment où Vaughn décide d'avouer à Sydney qu'il ne s’appelle pas Michael Vaughn, ils se font percuter par une voiture. Le début de la saison 5 est marqué par l’enlèvement de Vaughn et ensuite par sa mort. On découvrira plus tard qu'il n'était pas mort, qu'on avait juste fait croire à sa mort. Il était en fait resté au Népal en rétablissement. Pour finir, Vaughn vit avec Sydney à Santa Barbara et ils ont deux enfants, Isabel et Jack (en souvenir de son défunt grand-père) .
Le père de Michael, agent de la CIA avant lui, a été tué par Irina Derevko alors qu'il était enfant.

## Capacités
Il a pratiqué la natation (100 m en 68s), et parle le français, l'italien, l'anglais, ...